# ادوار لیزوپ
ادوار لیزوپ (۱۹۱۷–۱۹۹۵) فعال فرانسوی و از چهره‌های مهم کاتولیسیسم در فرانسه بود.

## فعالیت‌ها
او پایه‌گذار انجمن آزادی آموزش و دفاع از فرهنگ بود. فشارهای لیزوپ و پیروانش میشل دبره را مجبور کرد تا متن اصلی قانون مدرسه را تغییر دهد تا معلمان در مدارس کاتولیک بتوانند در کلاس برداشت‌های خود از خدا و جهان را بیان کنند.